# Ted Cassidy
Theodore Crawford Cassidy (Pittsburgh, 31 de julio de 1932-Los Ángeles, 16 de enero de 1979), más conocido como Ted Cassidy, fue un actor cinematográfico y locutor estadounidense. Destacó en papeles inusuales por su apariencia, gran estatura y profunda voz de bajo, especialmente el mayordomo Largo en la serie televisiva The Addams Family (1964-1966).

## Biografía
Theodore Crawford, conocido como Ted Cassidy, nació en Pittsburgh. En la escolaridad se destacó en baloncesto gracias a su inusual estatura. En la universidad continuó su carrera en el básquetbol y para financiarse trabajó como salvavidas en Ormond beach en Daytona.[cita requerida]
Padecia acromegalia y fue particularmente conocido en todo el mundo como Largo (Lurch), el mayordomo de La familia Addams. Se suponía que su personaje era mudo. Sin embargo, durante las audiciones, Cassidy agregó espontáneamente las palabras «¿Llamó usted?», con su voz grave. La frase fue incluida en sus diálogos y se convirtió en su firma.[cita requerida]
Desarrolló interés por el arte dramático al ir a la universidad y desempeñó toda clase de papeles teatrales —probablemente fue el Falstaff más alto de la historia—.

Joven cantante de jazz durante un tiempo, Cassidy optó por convertirse en locutor comercial. En tiempos de su nuevo emprendimiento y trabajando en radio y televisión, se postuló al rol de Largo. Este papel lo hizo famoso en el mundo entero, igual que la serie. Pero su rol de actor se vio limitado a interpretar papeles de gigante por su altura de 2,06 m.[cita requerida]
Combinaba su trabajo de actor con la locución; por ejemplo, participando en las versiones animadas de Las nuevas aventuras de Huckleberry Finn , ejerció como reportero ocasional, actor de voz y como la Mole en Los Cuatro Fantásticos, ambas series de la productora Hanna-Barbera. Su papel sin maquillaje más notorio fue el del villano Harvey Logan en la aclamada y taquillera Butch Cassidy and the Sundance Kid (1969) junto con Paul Newman y Robert Redford. También interpretó el papel de Hachita en El oro de Mackenna (1969), con Gregory Peck y Omar Sharif.[cita requerida]
Estuvo casado con Helen Carter de 1956 a 1976 y tuvo 2 hijos. Fue hermano de Jack Cassidy.
Falleció en 1979 tras una operación al corazón. Fue incinerado.